# Municipi de Helsingør
El municipi de Helsingør és un municipi danès situat al nord-est de l'illa de Sjælland, a l'estret de l'Øresund, abastant una superfície de 121km². Amb la Reforma Municipal Danesa del 2007 va passar a formar part de la Regió de Hovedstaden, però no va ser afectat territorialment.
La ciutat més important i la seu administrativa del municipi és Helsingør (46.101 habitants el 2009). Altres poblacions del municipi són:
- Gurre
- Hornbæk
- Hellebæk
- Kvistgård
- Langesø
- Tikøb

## Consell municipal
Resultats de les eleccions del 18 de novembre del 2009:
| Partit                          | vots | % vots |
| ------------------------------- | ---- | ------ |
| Socialdemokratiet               | 8091 | 25,8   |
| Det Radikale Venstre            | 817  | 2,6    |
| Det Konservative Folkeparti     | 9701 | 30,9   |
| Socialistisk Folkeparti         | 4645 | 14,8   |
| Liberal Alliance                | 178  | 0,6    |
| Listehansen                     | 118  | 0,4    |
| Kronborglisten                  | 13   | 0,0    |
| Lokaldemokraterne               | 1316 | 4,2    |
| Kultiveret Minoritets Bevægelse | 55   | 0,2    |
| Dansk Folkeparti                | 2212 | 7,0    |
| Venstre                         | 3142 | 10,0   |
| Enhedslisten - De Rød-Grønne    | 1128 | 3,6    |

### Alcaldes
| Alcalde                     | Període               | Partit                      |
| --------------------------- | --------------------- | --------------------------- |
| Det Konservative Folkeparti | 1-1-2007 a 31-12-2009 | Det Konservative Folkeparti |
| Johannes Hecht Nielsen      | 1-1-2010 a 31-12-2013 | Venstre                     |